# St Michel-Preference Home-Auber 93 (Frauenradsport)
Das Team St Michel-Preference Home-Auber 93 ist ein Radsportteam im Frauenradsport aus Frankreich mit Sitz in Aubervilliers.

## Organisation und Geschichte
Das Team wurde 2012 gegründet und ist das Frauenradsportteam des Männerteams St. Michel-Mavic-Auber 93. Ab 2022 war das Team als UCI Women’s Continental Team lizenziert und nahm vermehrt an internationalen Straßenradrennen teil. Bis einschließlich der Saison 2024 gehörten zum Team bis auf wenige Ausnahmen ausschließlich französische Fahrerinnen.  
Den ersten internationalen Sieg erzielte 2022 Coralie Demay mit dem Gewinn der siebten Etappe der Tour Cycliste Féminin International de l’Ardèche. 2024 wurde das Team zur Tour de France Femmes eingeladen, bei der Marion Bunel als Bestplatzierte den 17. Platz in der Gesamtwertung erreichte.
2025 gehörte die Mannschaft zu den ersten sieben Frauenteams, die eine Lizenz als UCI Women’s ProTeam erhielten. Damit verbunden war eine Öffnung des Teams für ausländische Fahrerinnen.
Sponsoren des Teams sind seit 2018 der Hersteller von Süßgebäck St Michel sowie seit 2025 die Baufirma von Luxusappartements Preference Home. Das Team fährt auf Fahrrädern von Cannondale, Fahrradkomponenten und -bekleidung kommen von Mavic, das 2023 und 2024 auch als Titelsponsor aktiv war.

## Mannschaft 2025
| Teamkader 2025          | Teamkader 2025    | Teamkader 2025 | Teamkader 2025                           |
| Name                    | Geburtsdatum      | Land           | Vorheriges Team                          |
| ----------------------- | ----------------- | -------------- | ---------------------------------------- |
| Alison Avoine           | 5. Januar 2000    | Frankreich     |                                          |
| Clémence Chéreau        | 7. Oktober 2005   | Frankreich     | Lanester Women Morbihan (2024)           |
| Séverine Eraud          | 24. Februar 1995  | Frankreich     | Stade Rochelais Charente-Maritime (2022) |
| Lucie Fityus            | 19. November 2000 | Australien     | Ara-Skip Capital (2024)                  |
| Alicia González         | 27. Mai 1995      | Spanien        | Lifeplus Wahoo (2024)                    |
| Adele Normand           | 5. Januar 2002    | Kanada         | Eneicat-CMTeam (2024)                    |
| Coline Raby             | 24. April 2003    | Frankreich     | Hess Cycling Team (2023)                 |
| Elyne Roussel           | 5. Dezember 2005  | Frankreich     | Breizh Ladies (2023)                     |
| Ella Simpson            | 30. Dezember 2002 | Australien     | Ara-Skip Capital (2024)                  |
| Ségolène Thomas         | 17. Dezember 1998 | Frankreich     | Team Komugi-Grand Est (2024)             |
| Emily Watts             | 26. November 2000 | Australien     | Chevalmeire (2024)                       |
|                         |                   |                |                                          |
| Quelle: ProCyclingStats |                   |                |                                          |

## Erfolge als Continental Team
| Rennserie                 | 2022 | 2023 | 2024 |
| ------------------------- | ---- | ---- | ---- |
| UCI Women’s WorldTour     | -    | -    | -    |
| andere UCI-Rennen         | 1    | 1    | 1    |
| nationale Meisterschaften | -    | -    | -    |

## Platzierungen in der UCI-Weltrangliste
| UCI Ranking | UCI Ranking | UCI Ranking           | UCI Ranking |
| Jahr        | Teamwertung | Einzelwertung         |             |
| ----------- | ----------- | --------------------- | ----------- |
| 2022        | 23.         | Simone Boilard (65. ) |             |
| 2023        | 20.         | Simone Boilard (73. ) |             |
| 2024        | 21.         | Marion Bunel (65. )   |             |
|             |             |                       |             |
| Quelle: UCI |             |                       |             |